# Capdenac
Capdenac is een gemeente in het Franse departement Lot (regio Occitanie). De plaats maakt deel uit van het arrondissement Figeac. Capdenac is lid vanLes Plus Beaux Villages de France. Capdenac telde op 1 januari 2022 1.070 inwoners.

## Geografie
De oppervlakte van Capdenac bedroeg op 1 januari 2022 10,9 vierkante kilometer; de bevolkingsdichtheid was toen 98,2 inwoners per km².

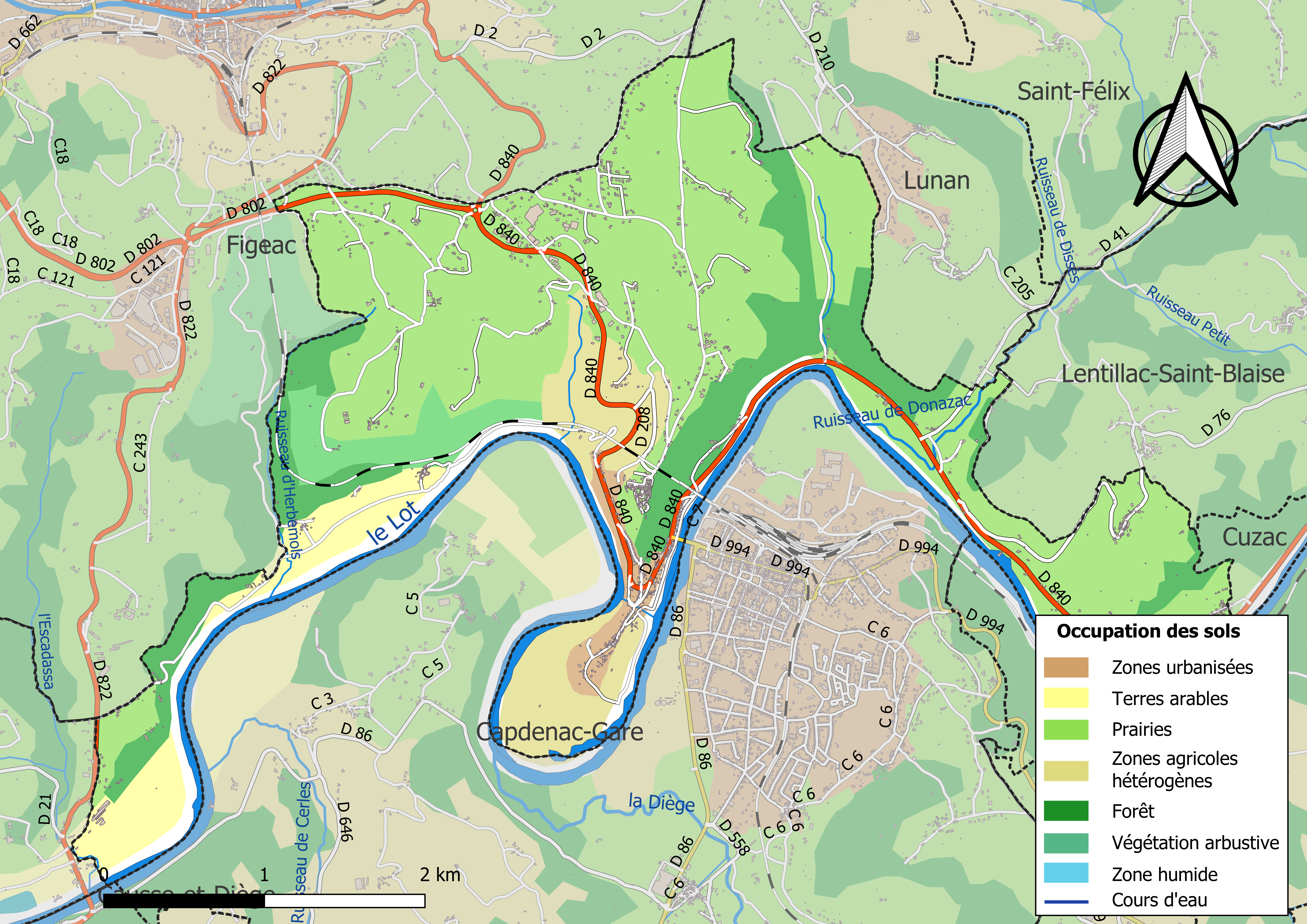
Kaart van de gemeente met de belangrijkste infrastructuur, bodemgebruik en omliggende gemeenten

## Demografie
Onderstaande figuur toont het verloop van het inwonertal (bron: INSEE-tellingen).

(Sortering op regio > departement (vet) > gemeente)